# بابلو غرانادوس
بابلو غرانادوس (بالإسبانية: Pablo Granados)‏ هو ممثل أرجنتيني، ولد في 13 سبتمبر 1965 في روساريو في الأرجنتين.

## وصلات خارجية
- بابلو غرانادوس على موقع IMDb (الإنجليزية)
- بابلو غرانادوس على موقع قاعدة بيانات الفيلم (الإنجليزية)